# Blepephaeus arrowi
Blepephaeus arrowi är en skalbaggsart som beskrevs av Stefan von Breuning 1935. Blepephaeus arrowi ingår i släktet Blepephaeus och familjen långhorningar. Inga underarter finns listade.